# 西川田
西川田（にしかわた、にしかわだ）は、栃木県宇都宮市にある地名。旧河内郡姿川村大字西川田を源流に持つ地名で、宇都宮市南西部の住宅街として発展している。
西川田の読みは行政上は「にしかわた」であるが、西川田に設置される鉄道駅名が「にしかわだ」の読みとなっているのを始めとして「にしかわだ」の読みが広く流通している。

## 地理
宇都宮市南西部にあり、西は下欠町・下砥上町、北は鶴田町、南は幕田町、兵庫塚町に隣接する。東側はもともと江曽島町や雀宮町であった地域と隣接しているが、宅地化により江曽島・雀宮・西川田の境界付近であった地域が一体化した市街地として発展したことで、西川田と江曽島・雀宮の旧来からの境界を今日見出すことは難しい。
西川田の大半の地域が姿川沿いにできた台地上にあり、古い集落も台地上を通る栃木街道沿いに形成されていた。もともと目立った産業はない地域であったが、東武宇都宮線の開通と栃木県総合運動公園の建設をきっかけに宅地化が始まり人口が急増。現在では栃木街道や宇都宮環状道路沿いにロードサイド店の開業も増えている。

## 「西川田」の範囲
広義の「西川田」とは旧河内郡姿川村大字西川田、のちの宇都宮市西川田町に相当した地域である。姿川村の宇都宮市編入に前後して町名整理が進み、人口増加によって西川田町からの分立・新町名成立が相次いだ。

### 町名に「西川田」を含む地域
西川田町（にしかわたまち）
郵便番号321-0151。西川田エリアのうち住居表示未実施地域。おおむね西は宇都宮環状道路・北はJR日光線・東は栃木街道および東武宇都宮線に囲まれた地域が該当するほか、西川田南二丁目の南方の幕田町と兵庫塚町に挟まれた地域に残る。
西川田（にしかわた）一-七丁目
郵便番号321-0152。西と南を東武線と国道121号（宇都宮環状道路）に囲まれた地域。旧競馬場（二丁目）や総合運動公園各施設（四丁目）の敷地を含む。西川田駅に最も近い地区である。
西川田南（にしかわたみなみ）一・二丁目
郵便番号321-0155。西と北を東武線と国道121号（宇都宮環状道路）に囲まれた住宅街。南は幕田町・西川田町・兵庫塚町に接する。元の西川田町と幕田町の境界付近に成立したエリアであり、旧西川田町のほか旧幕田町・兵庫塚町の一部を含んでいる。
西川田東町（にしかわたひがしまち）
郵便番号321-0154。丁番を持たない単独町名。「西川田」を冠する町名では一番東にある地域。東はみどり野町、南は兵庫塚一丁目、西は西川田南二丁目、北は宮環を挟んで西川田六・七丁目と接している。塚山南古墳を区域に含む。
西川田本町（にしかわたほんちょう）一-四丁目
郵便番号321-0158。西川田駅の西側に当たる地域。成立は平成元年と、西川田南と並んで西川田エリアの町名としては一番新しいもの。栃木街道と宇都宮環状道路が交差する「西川田本町」交差点は一日を通して渋滞が激しく、立体化が検討されたが、予算の高騰と「西川田本町」交差点から流入する車により、隣接する「西川田本町2丁目」交差点付近の混雑が激しくなるとの見通しから立体化を断念。現在は「西川田本町」交差点に右折レーンの増築及び延伸、左折レーン設置の工事が行われている。

### 旧「大字西川田」の範囲であった地域
以下の地域以外にも双葉三丁目、大和一・二丁目、みどり野町がそれぞれ旧大字西川田の一部を含んでいる。以下のうち大和三丁目を除いてすべて江曽島地区の複数の地名と合わせて姿川地区ではなく「陽南地区」に該当している。
大塚町（おおつかちょう）
郵便番号321-0161。姿川村合併に先行して宇都宮市に編入された地域の一つ。東武線とJR日光線が交差するポイントの南西付近にあたる。栃木街道上に「大塚町」バス停（旧「つるた踏切」バス停）がある。
八千代（やちよ）一・二丁目
郵便番号321-0169。姿川村合併に先行して宇都宮市に編入された地域の一つ。栃木街道・陽南通り・陽南みなみ通り・東武線に囲まれた地域。八千代一丁目には東武線江曽島駅西口がある。栃木街道上に「八千代町」バス停（旧称「上江曽島」バス停）がある。
東原町（ひがしはらまち）
郵便番号321-0168。姿川村合併に先行して宇都宮市に編入された地域の一つ。栃木街道上に「東原町」バス停（旧称「下江曽島」バス停）がある。八千代二丁目と東浦町に挟まれている。
東浦町（ひがしうらまち）
郵便番号321-0167。姿川村合併に先行して宇都宮市に編入された地域の一つ。北は東原町・双葉三丁目、東は東武線を挟んで緑三丁目と接する。
大和（やまと）三丁目
郵便番号320-0836。1980年（昭和55年）に住居表示施行により西川田町より分立。「大和」の名は東武線を挟んで東側に存在していた大和一・二丁目に倣ったもの。大和一・二丁目と三丁目では町名の成立経緯が異なり東武線で隔てられた立地関係もあり、現在でも宇都宮市の管理上 一・二丁目と三丁目は別の地区として扱われている。
緑（みどり）四・五丁目
郵便番号321-0165。旧宇都宮競馬場の北側から東側にかけて囲むように位置している。緑一-三丁目はもと江曽島町の地域。元来「小学校用地」として確保していた市有地の雑木林を整備した「西川田公園」があり、宅地開発以前の同地の地形が残る貴重な場所となっている。小学校は公園より北東に約100メートル離れた場所に建設され「宇都宮市立陽光小学校」となり、1980年の開校に合わせて西川田町から緑五丁目が分離・成立、陽南地区となった。
今宮（いまみや）三・四丁目
郵便番号321-0166。兵庫川の東側、県総合運動公園（宇都宮飛行場横風用滑走路跡）の北側にあり、東側には江曽島本通りが通過している。今宮三・四丁目の北側に当たる今宮一・二丁目はもと江曽島町。四丁目にはかつての県運転免許試験場・栃木県警察機動センターだった日環アリーナ栃木や旧栃木県消防学校、栃木県赤十字血液センター、栃木県動物愛護指導センターなどがある。

## 歴史

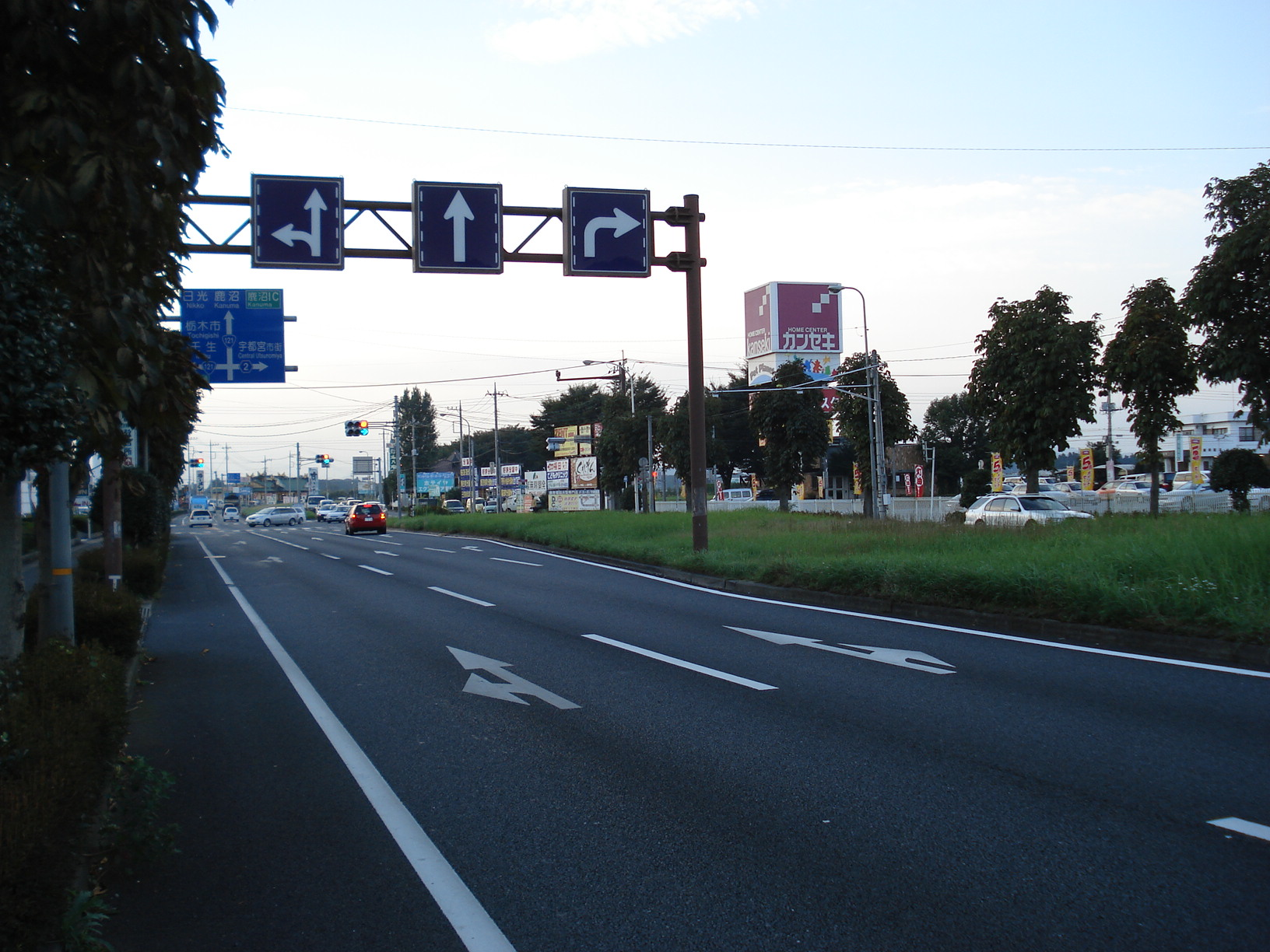
ロードサイド店が発達した西川田本町交差点付近

町村制施行直後の西川田は姿川村の一地域であった。明治期までは養蚕業や農業が行われているのみで、大きな住宅街は存在していなかった。
1931年（昭和6年）、西川田に東武宇都宮線が開通し、同時に西川田駅が開業。同年には西川田駅から大谷線が開通し大谷石輸送に活躍、トラック輸送移行により衰退・廃止となる1964年（昭和39年）まで存続した。1933年（昭和8年）に西川田駅の東に宇都宮競馬場後援会により宇都宮競馬場が完成。戦後の1948年（昭和23年）より栃木県が、さらに4年後の1952年（昭和27年）からは姿川村（のちに宇都宮市）が開催者として参加した。
現在の西川田の代名詞である栃木県総合運動公園の建設が始まったのはこの頃である。1948年（昭和23年）より1951年（昭和26年）まで建設が行われ、野球場や陸上競技場などの施設が完成。西川田の住宅街化はこの時期より始まっている。戦後に宇都宮市の被災者が東武線の西側地区に整備されていた中島飛行機（のちの富士重工業）宇都宮製作所の社宅に収容され人口が増加。この社宅地区は姿川村本体の合併に先行して宇都宮市へ編入合併された。大字西川田より編入された地区は北から宇都宮市大塚町・八千代町1丁目・八千代町2丁目・東原町・東浦町となった。その後姿川村も宇都宮市へ編入合併。大字西川田は宇都宮市西川田町へ移行した。
西川田の市街地化は宇都宮市編入後さらに進み、栃木街道沿線や総合運動公園の付近にも広がる。宇都宮環状道路の開通（初期は一般県道）も後押しし、住宅・商業施設が増えることとなった。

### 沿革
- 1889年（明治22年）4月1日 - 町村制施行により河内郡西川田村・兵庫塚村・幕田村・鷺谷村・下欠下村・上欠下村・下砥上村・上砥上村・鶴田村が合併し姿川村が成立。西川田村は姿川村大字西川田となる。
- 1952年（昭和27年）4月1日 - 姿川村大字西川田の一部が宇都宮市に編入合併。宇都宮市大塚町、八千代町一・二丁目、東原町、東浦町が成立。
- 1955年（昭和30年）4月1日 - 姿川村は雀宮町とともに宇都宮市に編入合併。姿川村大字西川田は宇都宮市西川田町となった。
- 1966年（昭和41年）9月30日 - 西川田町の一部が東浦町として分立。同時に大塚町、八千代町一・二丁目、東原町、東浦町に住居表示が施行される。この時八千代町一・二丁目は八千代一・二丁目に変更。[5]
- 1969年（昭和44年）3月1日 - 西川田町の一部が緑四丁目として分立。[6]
- 1974年（昭和49年）1月12日 - 西川田町の一部が江曽島町の一部と合わせ今宮三・四丁目として分立。[7]
- 1980年（昭和55年）11月1日 - 西川田町の一部が緑五丁目[8]、大和三丁目[9]として分立。
- 1986年（昭和61年）2月1日 - 西川田町の一部が兵庫塚町の一部と合わせ西川田東町として分立。[10]
- 1988年（昭和63年）10月1日 - 西川田町の一部が江曽島町の一部と合わせ西川田一-七丁目として分立。[11]
- 1989年（平成元年）10月1日 - 西川田町の一部が西川田本町一-四丁目として分立。[12]合わせて西川田町の一部が幕田町の一部と合わせ西川田南一・二丁目として分立。[12]

## 世帯数と人口
2017年（平成29年）7月31日現在の世帯数と人口は以下の通りである

### 西川田町
| 町丁     | 世帯数    | 人口    |
| -------- | --------- | ------- |
| 西川田町 | 3,164世帯 | 7,536人 |

### 西川田
| 丁目         | 世帯数    | 人口    |
| ------------ | --------- | ------- |
| 西川田一丁目 | 252世帯   | 609人   |
| 西川田二丁目 | 35世帯    | 76人    |
| 西川田三丁目 | 328世帯   | 680人   |
| 西川田五丁目 | 373世帯   | 829人   |
| 西川田六丁目 | 194世帯   | 451人   |
| 西川田七丁目 | 59世帯    | 143人   |
| 計           | 1,241世帯 | 2,788人 |

### 西川田南
| 丁目           | 世帯数    | 人口    |
| -------------- | --------- | ------- |
| 西川田南一丁目 | 966世帯   | 2,214人 |
| 西川田南二丁目 | 421世帯   | 1,088人 |
| 計             | 1,387世帯 | 3,302人 |

### 西川田東町
| 町丁       | 世帯数  | 人口  |
| ---------- | ------- | ----- |
| 西川田東町 | 224世帯 | 517人 |

### 西川田本町
| 丁目             | 世帯数    | 人口    |
| ---------------- | --------- | ------- |
| 西川田本町一丁目 | 283世帯   | 773人   |
| 西川田本町二丁目 | 286世帯   | 666人   |
| 西川田本町三丁目 | 424世帯   | 1,063人 |
| 西川田本町四丁目 | 673世帯   | 1,652人 |
| 計               | 1,666世帯 | 4,154人 |

## 交通

### 鉄道
- 東日本旅客鉄道（JR東日本）
  - 日光線：鶴田駅

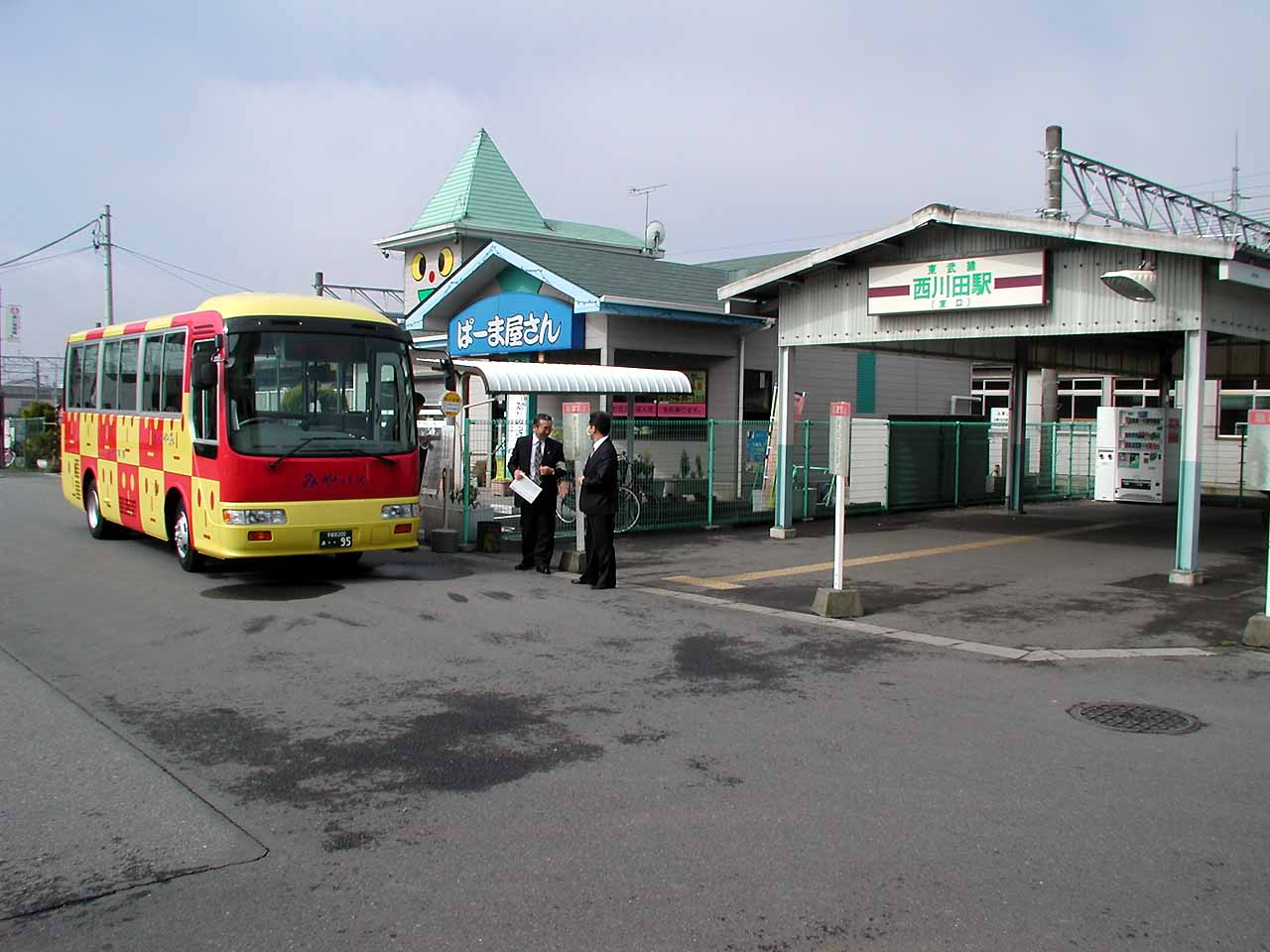
西川田駅東口

    - 西川田町の北端に立地。駅のすぐ北は鶴田町である。
- 東武鉄道
  - 東武宇都宮線：西川田駅

### 道路
- 栃木県道2号宇都宮栃木線（栃木街道）：西川田を南北に通過。北は宇都宮市街方面、南は壬生町・栃木市方面へ連絡する。
- 栃木県道3号宇都宮亀和田栃木線・国道121号（宇都宮環状道路）：西川田を東西方向に貫通する。「西川田本町」交差点より東はロードサイドが発達している。東は国道4号・真岡市方面へ向かう。「さつきロード入口」交差点から西へ延びる宇都宮鹿沼道路は鹿沼市方面の短絡路。
- 栃木県道155号羽生田鶴田線（羽生田街道）：西川田町地内ではJR日光線と並走し、「下砥上町」交差点で宇都宮環状道路と交差して南西方向の壬生町羽生田方面へ向かう。
- 栃木県道299号西川田停車場線
- 栃木県道335号西川田停車場運動公園線（国体通り）

### 路線バス

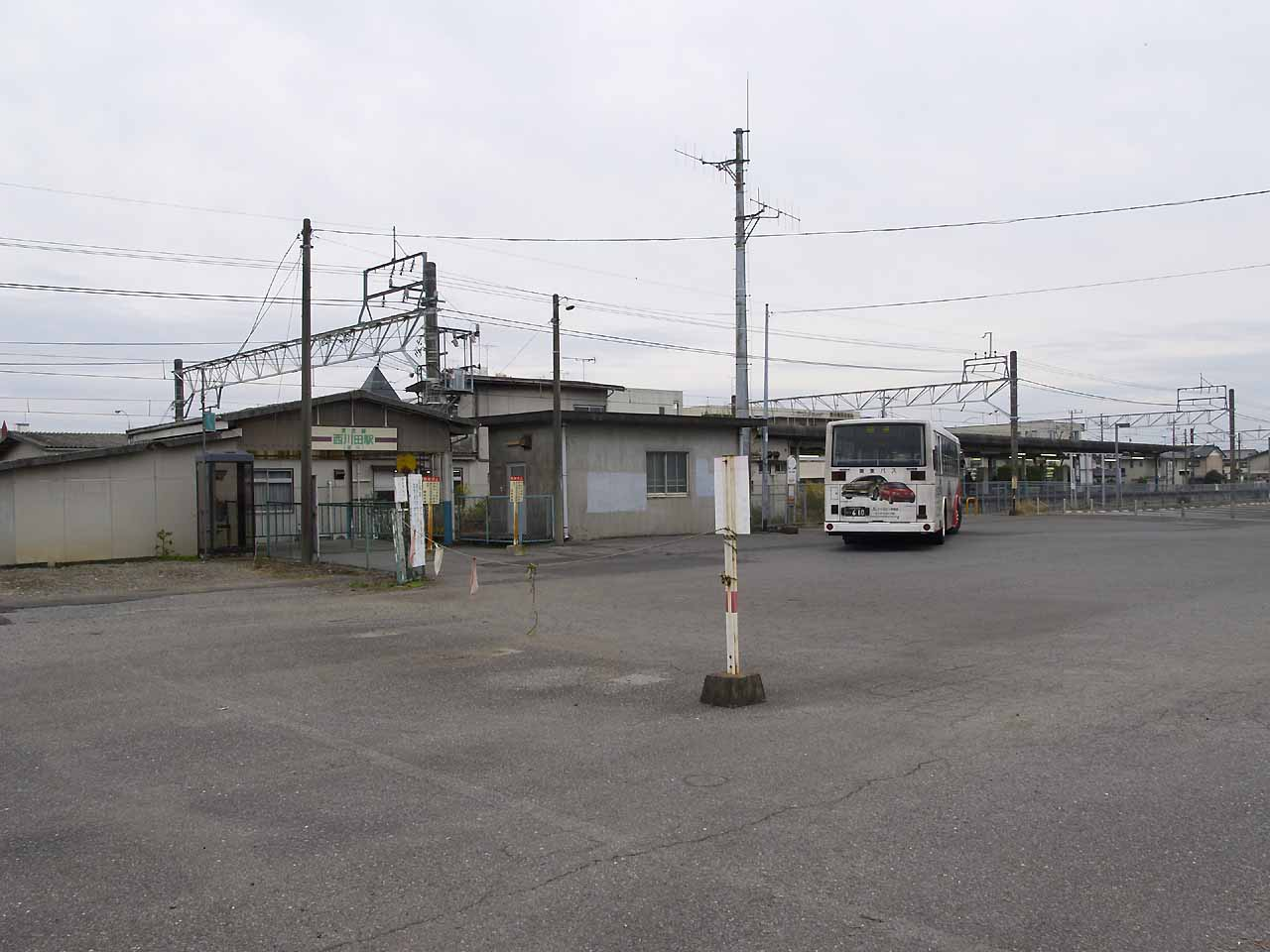
西川田駅西口で発車を待つバス

西川田はJR宇都宮駅との間に運転される路線バス系統の南西端に当たり、西川田から宇都宮市外へ出ていく系統は現在運行されていない。西川田地区の路線バス終点始点として「西川田駅（西口）」と「西川田駅東口」と「西川田東」と「総合運動公園西」の4つがある。
- 関東バス
  - JR宇都宮駅 - 東武駅前 - 桜通十文字 - 滝谷町 - 宇都宮高校前 - 八千代町 - 西川田駅
    - 大通り・桜通り・栃木街道を経由して宇都宮市街と西川田を結ぶ系統。東武線の西側を走行していく。西川田駅西口に乗り入れる。

  - JR宇都宮駅 - 東武駅前 - 六道 - 文化会館前 - 宇都宮高校前 - 八千代町 - 西川田東 - 総合運動公園西
    - 大通り・材木町通り・六道・栃木街道を経由して宇都宮市街と西川田東を結ぶ系統。途中まで東武線の西側を走行していく。「総合運動公園西」発着は10:00 - 17:00台のみで前後の時間帯は「西川田東」発着。

  - 宇都宮駅 - 東武西口 - 一条 - SUBARU前 - 川田入口 - 県立がんセンター前 - 江曽島駅 - 江曽島（西川田東） - 総合運動公園西
    - 大通り・東京街道・陽南通り・緑ヶ丘通り・競馬場通りを経由して宇都宮市街・西川田間を結ぶ。東武線の東側を走行する。2005年までは現在の「緑2丁目」バス停付近にあった江曽島車庫までの運転であったが、車庫の移転により旧宇都宮競馬場の南側までが運行区間となり西川田に乗り入れることになった。新設された「西川田東」および「総合運動公園西」は西川田駅東口とは離れた別の場所にあり、乗り換えの場合は徒歩連絡となる。「総合運動公園西」発着は10:00 - 17:00台のみで前後の時間帯は「西川田東」発着。

  - 宇都宮駅 - 旭陵橋東 - SUBARU前 - 川田入口 - 江曽島4丁目 - 今宮2丁目 - 総合運動公園東 - 総合運動公園南門 - 若松原2丁目  -  雀宮駅
    - JR宇都宮駅西口より旭陵通りでSUBARU前に短絡し陽南通り・江曽島本通りを経由して今宮地区から総合運動公園東エリアを通過し、さらに若松原を経由して雀宮駅西口に至る。今宮地区を循環していた路線を改変し雀宮駅までの運行とした。

  - 西川田駅東口 - さつき団地 - 雀宮駅
    - 西川田駅とJR雀宮駅の間を、住宅街が集中する地域である兵庫塚・みどり野町・さつき・南町などを経由して運行する系統。

以前は上記以外にも東武バスから引き継いだ路線として六道・西川田駅線、六道・子ども科学館線、六道・総合運動公園線、六道・獨協医大・おもちゃの町駅線などが西川田駅を経由して運行していたが2004年までにすべて路線統合により廃止されている。

### 地域内交通
事前登録した西川田を含む姿川地区住民向けに、予約制乗合タクシーすがたがわ にこにこ号を運行している。